# Изкуствена имунна система
Изкуствена имунна система (на английски: artificial immune systems) е понятие от изкуствения интелект, с което се означават клас интелигентни системи, вдъхновени от принципите на имунната система при гръбначните животни, в частност човека, и процесите, протичащи в нея. Изследването на изкуствените имунни системи включва абстрахирането на структурата и функцията на имунната система за адаптирането им към изчислителни системи и изучаване на приложенията на тези системи за решаването на изчислителни задачи от областта на математиката, инженерните науки и информационните технологии. Областта на изучаване на изкуствените имунни системи е пресечна точка на биологично вдъхновените изчисления и машинното обучение като подобласти на изкуствения интелект.
Изкуствените имунни системи са адаптируеми системи, вдъхновени от теоретичната имунология и наблюдаваните имунни функции, принципи и модели, които са приложени към решаването на задачи.

## История на понятието
Изкуствените имунни системи се появяват в средата на 1980-те в статии на Farmer, Packard и Perelson (1986) и Bersini и Varela (1990), посветени на имунни мрежи. Като самостоятелна област на изследвания се обособяват през 1990-те в трудовете на Forrest et al. (върху негативна селекция) и Kephart et al., които публикуват първите статии за изкуствени имунни системи през 1994, последвани от общирните изследвания на Dasgupta върху алгоритмите за негативна селекция. Hunt и Cooke изследват модели на имунни мрежи през 1995; Timmis и Neal продължават и подобряват работата им. През 2002 година известност добиват трудовете на De Castro и Von Zuben и на Nicosia и Cutello, посветени на клоналната селекция. Първата монография, посветена на изкуствените имунни системи, е под редакцията на Dasgupta през 1999. Сред скорошните разработки в областта са изследването на дегенеративните процеси в моделите на изкуствени имунни системи,
Първоначално, изследванията над изкуствените имунни системи имат за цел да открият ефикасни абстракции на процесите, протичащи в имунна система, но впоследствие интересът се премества върху моделирането на биологични процеси и прилагането на имунните алгоритми към задачи от биоинформатиката.

## Техники
Разпространените техники са вдъхновени от конкретни теории в областта на имунологията, които обясняват функцията и поведението на адаптивната имунна система при бозайниците.
- Алгоритъм на клоналната селекция. Един клас алгоритми за изкуствени имунни системи е вдъхновен от теорията за клоналната селекция на придобития имунитет, която обяснява как B- и T-лимфоцитите подобряват във времето имунния си отговор на антигените. Алгоритмите за клонална селекция най-често се прилагат към задачи за математическа оптимизация и разпознаване на образи, като някои от алгоритмите наподобяват паралелен алгоритъм на най-бързото изкачване (hill climbing) и генетичен алгоритъм без оператора за рекомбинация.[7]

- Алгоритъм на отрицателната селекция: вдъхновен от процесите на положителна и отрицателна селекция, които настъпват по време на съзряването на T-клетките в тимуса. Отрицателната селекция се отнася до идентификацията и програмираното самоунищожаване (апоптоза) на самореагиращите клетки, т.е. T-клетки, които могат да атакуват собствените тъкани на организма. Този клас алгоритми типично се използват в задачи за класификация и разпознаване на образи, където пространството на задачата се моделира като неизвестно допълнение към наличното знание. Например в случая на приложение за откриване на аномалии, алгоритъмът подготвя набор от примерни детектори, тренирани над нормални (неаномални) образци, които моделират и откриват непознати или аномални образци.[8]

- Алгоритми за имунни мрежи: вдъхновени от теорията за идиотипичната мрежа, предложена от Нилс Кай Йерне, която описва регулацията на имунната система чрез антиидиотипични антитела (антитела, които разпознават други антитела). Този клас алгоритми се използват за клъстеризация, визуализация на данните, управление и оптимизация и имат някои общи характеристики с изкуствените невронни мрежи.[9]

- Алгоритъм на дендритните клетки: този алгоритъм се базира на абстрактен модел на дендритните клетки, резултат от изследване и моделиране на различни аспекти на функционирането им, от нивото на молекулните мрежи налични в клетката, до нивото на поведението присъщо на цяла популация от клетки. В рамките на алгоритъма, информацията е гранулирана на различни нива, което се постига с многомащабна обработка.[10]